# Deni Žmak
Deni Žmak (* 27. Mai 1989 in Pula) ist ein kroatischer Tennisspieler.

## Karriere
Žmak spielte zwischen 2004 und 2007 auf der ITF Junior Tour. Während dieser Zeit gewann er einen Doppeltitel und erreichte Platz 62 in der Junioren-Rangliste.
Bei den Profis trat Žmak 2008 und 2009 hauptsächlich auf der drittklassigen ITF Future Tour an. Durch zwei Viertelfinalteilnahmen stieg er Anfang 2010 in die Top 1000 der Weltrangliste ein und erreichte mit Rang 961 seine höchste Platzierung. Im Doppel konnte er sich mit einem Future-Turniersieg bis auf Platz 892 vorarbeiten.
Anschließend absolvierte er zunächst ein Studium an der Privatna Gimnazija Juraj Dobrila in seiner Heimatstadt, bevor er von 2012 bis 2016 an der Embry-Riddle Aeronautical University in den USA Informatik studierte. Dort spielte er im College-Tennis-Team seiner Hochschule.
In unregelmäßigen Abständen kehrte Žmak zum Turnierbetrieb zurück, konnte jedoch keine neuen Bestleistungen in der Weltrangliste erzielen. Seinen einzigen Auftritt auf der ATP Tour hatte er 2024 in Umag, wo er gemeinsam mit Karlo Kajin eine Wildcard für die Doppelkonkurrenz erhielt. Sie unterlagen in der ersten Runde Jonathan Eysseric und Orlando Luz in zwei Sätzen.